# Wasserspender

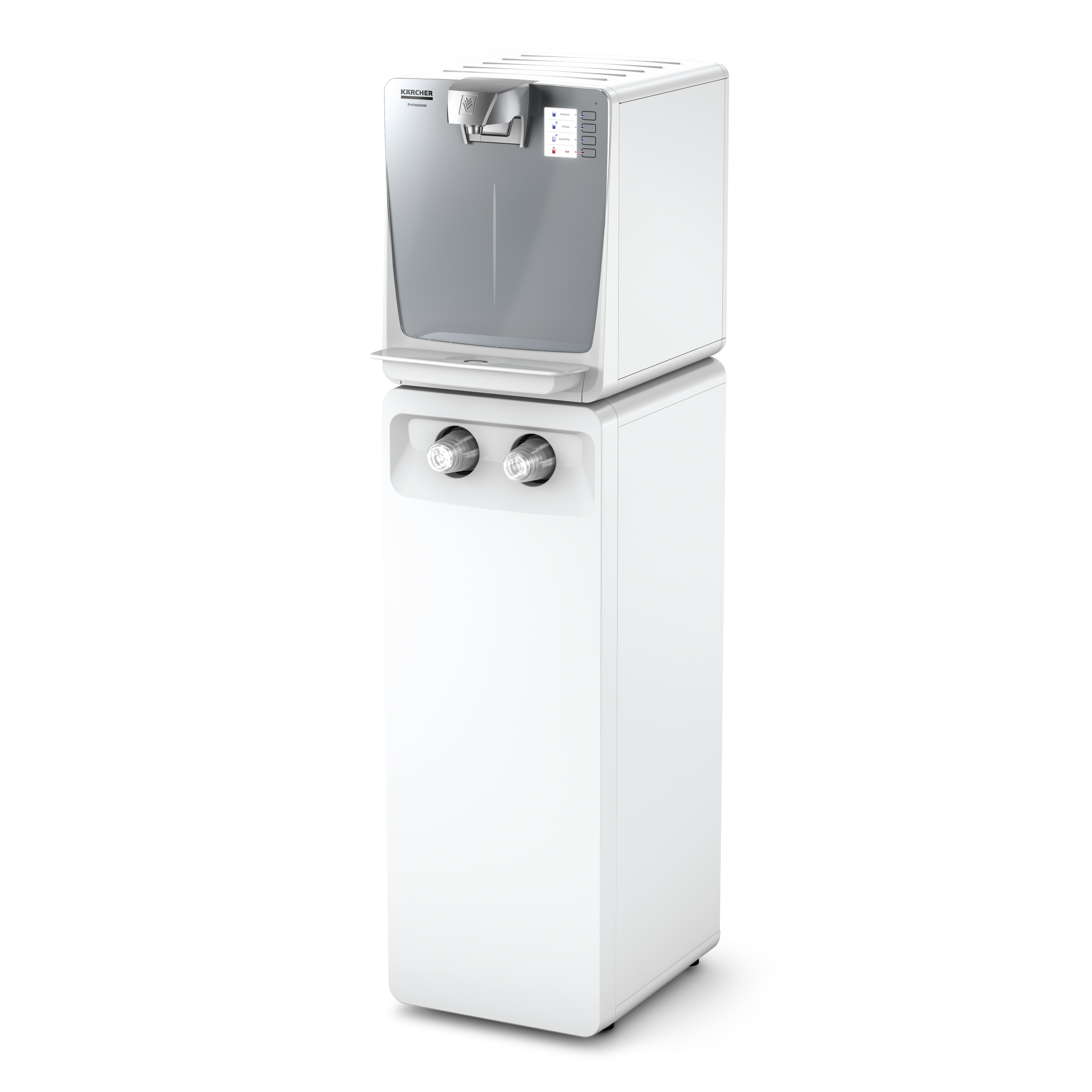
Ein leitungsgebundener Wasserspender

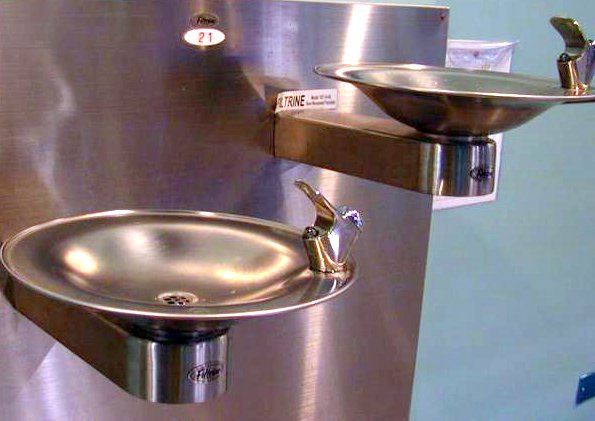
Installierter Wasserspender

Ein Wasserspender (auch Watercooler) ist ein Erfrischungsgetränkeautomat, der (in der Regel für den Konsumenten kostenloses) Trinkwasser abgibt und dazu oft entsprechende kleine Becher bereithält.
Wasserspender findet man vor allem in Unternehmen und Arztpraxen, zunehmend auch als Serviceleistung in Kaufhäusern oder Supermärkten. Es gibt sie als Auftischgeräte, die z. B. Einsatz in Teeküchen finden, da sie im Normalfall nur etwas größer als eine Kaffeemaschine sind, und als Standsäulen, wobei hier zwischen Auftisch-Geräten mit Unterschrank und Geräten in Edelstahlstandsäulen unterschieden wird.
Zur Auswahl stehen meist stilles (d. h. ohne Kohlensäurezusatz) ungekühltes, stilles gekühltes und mit Kohlensäure versetztes Trinkwasser. Manchmal haben die Becher eine nach unten spitz zulaufende Form. Dies hat den Vorteil, dass der Benutzer den Becher, da er ihn nicht einfach abstellen kann, in einem Mülleimer entsorgt.
Es gibt leitungsgebundene (Point-of-Use (POU)) und nicht leitungsgebundene (bottled) Wasserspender. Die leitungsgebundenen Systeme werden an die Wasserleitung angeschlossen; das Wasser wird über ein einfaches Knopfsystem entnommen. Nicht leitungsgebundene Systeme verwenden in der Regel Quellwasser oder auch Umkehrosmosewasser aus großen Behältern.
Wie bei allen Geräten, die mit Lebensmitteln in Kontakt kommen, ist eine regelmäßige Reinigung erforderlich. Empfohlen wird z. B., die Zapfhähne und Auffangschalen täglich mit speziellen Reinigungstüchern und/oder Hygienespray zu reinigen. Größere Unternehmen bieten Wartungsservices an, die die Hygiene-Leitlinien des Branchenverbandes German WaterCooler Association e.V. (GWCA) erfüllen (mindestens jährlicher Austausch aller mit Wasser in Berührung kommenden Teile und Leitungen). Gab es zunächst nur für Bottled-Watercooler solche Leitlinien, werden solche staatlich anerkannten Hygieneleitlinien nunmehr seit Mitte 2010 auch  für Wasserspender, welche an Leitungswasser angeschlossen werden, angewendet.
In den Vereinigten Staaten sind installierte Wasserspender in Gängen, z. B. in Bildungseinrichtungen sehr häufig. Hierbei werden jedoch keine Gefäße zum Trinken verwendet. Man beugt sich vor und trinkt direkt aus dem Hahn, der das Wasser in einem kleinen Bogen nach oben entlässt.